# Estadio Olímpico de Tokio
El Estadio Olímpico de Tokio (en japonés: 国立霞ヶ丘陸上競技場 Kokuritsu Kasumigaoka Rikujo Kyogijo), fue un estadio polideportivo situado en la ciudad de Tokio, capital de Japón. Inaugurado en 1958, poseía una capacidad de 57 363 espectadores. Fue la sede principal de los Juegos Asiáticos de 1958 y los Juegos Olímpicos de Tokio 1964. Fungió como sede neutral de la Copa Intercontinental de 1980 hasta 2001. El estadio fue demolido en 2015, para ser remplazado por un nuevo estadio con capacidad aproximada para 80 000 espectadores.

## Historia
Fue obra del arquitecto Kenzō Tange, fue creado especialmente para los Juegos Olímpicos celebrados en esa ciudad en 1964, que representaron el resurgimiento japonés después de la Segunda Guerra Mundial.
Adicionalmente a los Juegos Asiáticos de 1958 y los Juegos Olímpicos de 1964, el estadio tuvo otros grandes eventos, el más notable en 1991 por el Campeonato Mundial de Atletismo. También ha albergado la Mirage Bowl de fútbol americano universitario desde 1976 a 1993, y la Copa Intercontinental de clubes de fútbol desde 1980 a 2001, que se disputaba entre el campeón de la Liga de Campeones de la UEFA y el campeón de la Copa Libertadores.
Como el estadio nacional japonés, fue el lugar donde se disputaba la final de la Copa del Emperador y de la "Copa J. League" en noviembre de cada año. Varios partidos de rugby también fueron jugados aquí, incluyendo el partido anual de las universidades.

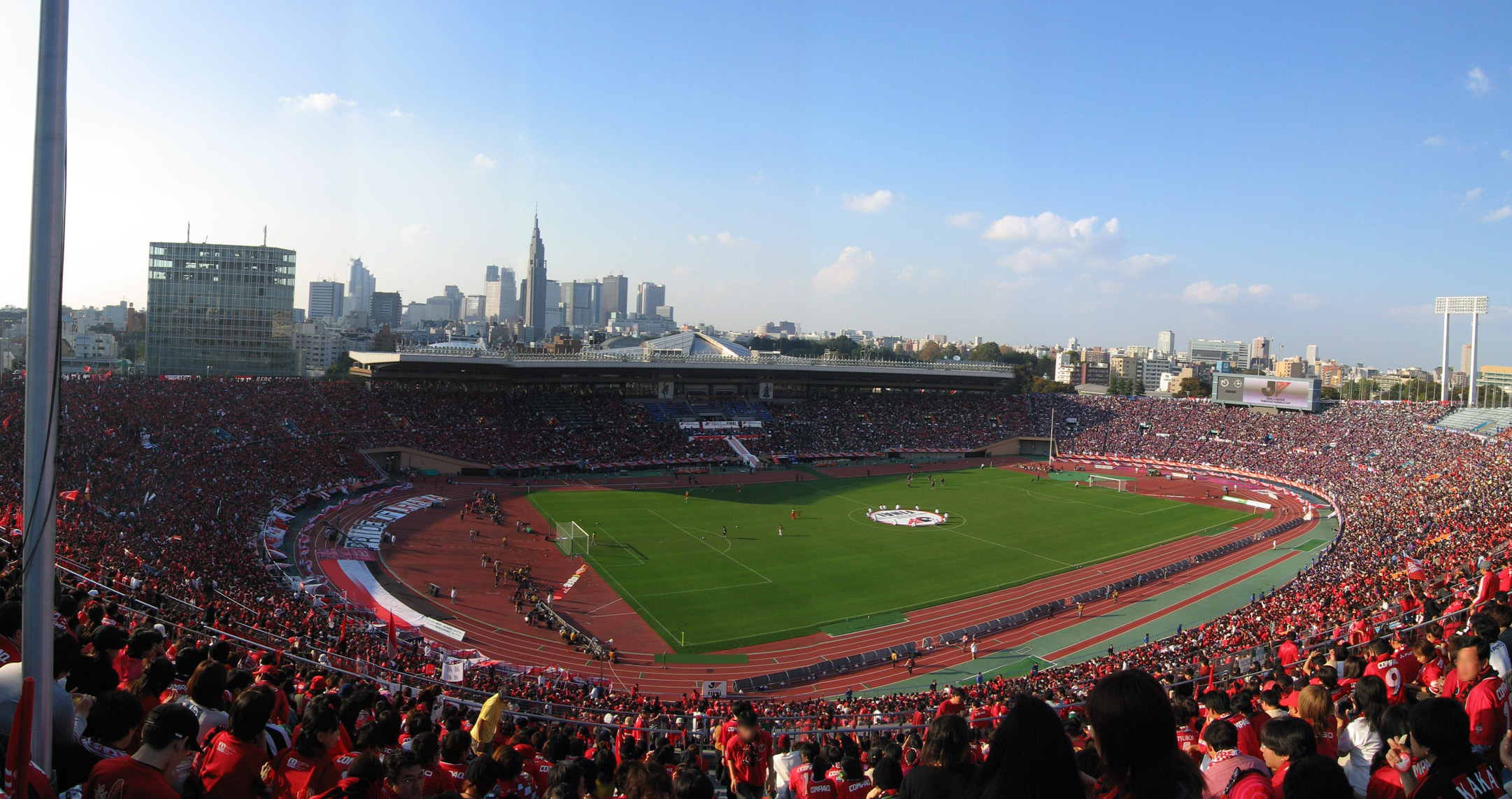
Estadio Olímpico de Tokio.